# 路 (王傑專輯)
《路》為臺灣歌手王傑的第十九張個人專輯，也是第十二張國語專輯，發行於1993年7月6日，由飛碟唱片公司發行。

## 專輯簡介
專輯由王傑、陳大力共同製作，為王傑婚後首張國語專輯，因此選擇了充滿正面積極的歌曲「路」的做為主打歌，配合雷諾銀鑽汽車廣告宣傳，專輯甫上市便獲得相當好的銷售成績，亦登上金曲龍虎榜亞軍，銷售累計突破6白金，而飛碟唱片在拍攝「路」的MTV時也找來許多賽車好手協助王傑拍攝激烈的賽車場面。
接著在韓國華納唱片公司的邀約下，於9月8日起，親赴韓國做連續四天的唱片宣傳，在漢城最大的唱片行舉行簽名活動，引起上千歌迷蜂擁而至，當地歌迷更組成「好傑會」迎接王傑，人氣甚至力壓亦在當地宣傳的歐洲樂團2 Unlimited，並在南韓最受歡迎的KBS電視綜藝節目「全球音樂錄影帶」錄製三十分鐘的個人特輯作為壓軸，也在節目中演唱了專輯中的英文歌曲「Right Here Waiting」，經由這次造訪韓國，更提升王傑在當地的人氣與知名度，不僅獲選為韓國最受歡迎的台灣歌手，後續更被韓國當地新聞媒體封為「亞洲歌聖」。

## 曲目
| 曲序 | 曲名                 | 曲               | 詞                   | 編曲            | 附註                                                                  | 粤語版本                             |
| 01   | 序                   | 王傑             |                      | Iskandar Ismail | 演奏曲                                                                |                                      |
| 02   | 路                   | 王傑             | 陳大力               | Ricky Ho        | 1993年雷諾銀鑽汽車廣告曲                                              |                                      |
| 03   | 有天你終會瞭解       | Belinda Foo      | 劉虞瑞               | Belinda Foo     |                                                                       |                                      |
| 04   | 我要對世界說         | 王傑             | 陳大力               | Iskandar Ismail |                                                                       | 始終我是我，收錄於專輯《啞巴的傑作》 |
| 05   | 請你為我點起燈       | Ricky Ho         | 陳樂融               | Ricky Ho        |                                                                       |                                      |
| 06   | Right Here Waiting   | Richard Marx     | Richard Marx         |                 | 原曲由 Richard Marx 主唱， 於1989年發行                               |                                      |
| 07   | 心醉                 | 徐嘉良           | 陳大力               | Ricky Ho        |                                                                       |                                      |
| 08   | 伴我一生             | 李子恆           | 李子恆               | Ricky Ho        |                                                                       |                                      |
| 09   | 娃娃                 | 王傑             | 王傑                 | Iskandar Ismail |                                                                       | 某些改變，收錄於專輯《啞巴的傑作》   |
| 10   | 恍然如夢             | Iskandar Ismail  | 劉虞瑞               | Iskandar Ismail |                                                                       |                                      |
| 11   | The Twelfth Of Never | Jerry Livingston | Paul Francis Webster |                 | 原曲由 Johnny Mathis 主唱， 於1957年發行                              |                                      |
| 12   | 家太遠了             | Ricky Ho         | 陳大力               | Ricky Ho        | 電影《異域》主題曲 （錄音帶未收錄，僅收錄於CD版本及韓國發行版錄音帶） |                                      |
| 13   | 跋                   | 王傑             |                      | Belinda Foo     | 演奏曲                                                                |                                      |

## 唱片版本
- 錄音帶版
- CD版

## 專輯文案
人生就是一條漫漫長路
 
每個人手中都有自己的方向盤
 
不論是

英雄還是凡人
 
幸福人生還是悲慘歲月

回首這條來時路
 
王傑一路走來
 
曾經崎崛巔陂 曾經浪跡荒徑
 
他都默默地堅毅走過
 
直到轉上音樂之路
 
曾走過的生活經歷
 
慰藉了迷路旅人的彷徨心靈
 
曾品嘗的情感點滴
 
感動了情路男女的愛戀心塵
 
從此
 
王傑的路上不再只有一個“我”
 
伴隨著的是如繁星的音樂知已

這一次
 
王傑將一路上得來的溫馨喝采

唱成首首動人的歌
 
記錄心中的滿足喜悅
 
在無限寬廣延伸的路上
 
有陽光 徐風相隨 

有知已 知音同行
 
王傑的路
 
王傑的心 

## 音樂錄影帶
- 路
- 心醉
- 家，太遠了

## 外部連結
- 1993年 王傑的內心世界1 (路專輯) （页面存档备份，存于）
- 1993年 王傑的內心世界2 (路專輯) （页面存档备份，存于）
- 1993年 王傑的內心世界3 (路專輯) （页面存档备份，存于）
- 1993年 王傑的內心世界4-7 (路專輯) （页面存档备份，存于）
- 1993年-王傑《路》電視廣告 （页面存档备份，存于）